# 叙里
叙里（法語：Sury，法語發音：[syʁi]）是法国阿登省的一个市镇，属于沙勒维尔-梅济耶尔区。

## 地理
叙里（49°45'57"N, 4°36'33"E）面积3.31 平方千米，位于法国大東部大區阿登省，该省份为法国北部内陆省份，西接埃纳省，南至马恩省，东临默兹省，北与比利时接壤。
与叙里接壤的市镇（或旧市镇、城区）包括：贝尔瓦勒、欧德勒西、圣马塞尔。

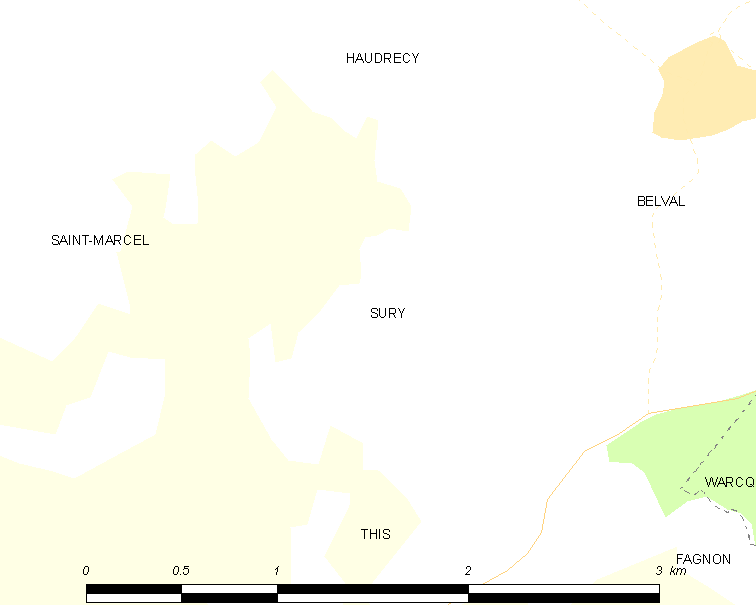
叙里的OSM定位图

叙里的时区为UTC+01:00、UTC+02:00（夏令时）。

## 行政
叙里的邮政编码为08090，INSEE市镇编码为08432。

## 政治
叙里所属的省级选区为罗克鲁瓦县。

## 人口

1962-2008年间叙里人口变化图示

叙里于2022年1月1日时的人口数量为95人。